# Luke Newton
Luke Newton (Brighton, Anglia , 1993. február 5. –) brit színész, zenész.
Legismertebb alakítása Ben Evans a 2016 és 2017 között futott The Lodge című sorozatban.
A fentiek mellett a The Cut című sorozatban is szerepelt.

## Fiatalkora
Van egy húga, Lauren. Szüleik elváltak, az anyjuk Michelle 2006-ban újraházasodott. A Greater Brighton Metropolitan Collegebe járt. Oli Reynolds-szal, Joel Baylis-szal és Henry Tredinnickkel megállapították a South 4 zenekart.

## Pályafutása
2010-ben szerepelt a BBC Two The Cut című sorozatában. 2014-ben a Doctors című sorozatban szerepelt. 2016 és 2017 között a Disney Channel The Lodge című sorozatában szerepelt. 2018-ban a Lake Placid: Legacy című filmben szerepelt. 2020-tól a Netflix A Bridgerton család sorozatában szerepel.

## Magánélete
Newton diszlexiás.

## Filmográfia

### Filmek
| Év   | Magyar cím | Eredeti cím                          | Szerep  | Magyar hang |
| ---- | ---------- | ------------------------------------ | ------- | ----------- |
| 2019 |            | Youth in Bed                         | Ethan   |             |
| 2018 |            | Lake Placid: Legacy                  | Billy   |             |
| 2014 |            | Twist and Pulse's Halloween Thriller | Michael |             |

### Televíziós szerepek
| Év        | Magyar cím          | Eredeti cím  | Szerep              | Megjegyzések                           |
| --------- | ------------------- | ------------ | ------------------- | -------------------------------------- |
| 2020      | A Bridgerton család | Bridgerton   | Colin Bridgerton    | főszereplő magyar hangja Ágoston Péter |
| 2016–2017 | The Lodge           | The Lodge    | Ben Evans           | főszereplő magyar hangja Baráth István |
| 2014      |                     | Doctors      | Sam Hern            | 2 epizód                               |
| 2013      |                     | Mr Selfridge | Richard Brackenbury | 1 epizód                               |
| 2011      |                     | Sadie J      | Brad                | 1 epizód                               |
| 2010      |                     | The Cut      | Luke Attwood        | főszereplő                             |